# Micrografia
|  | No s'ha de confondre amb microfotografia. |

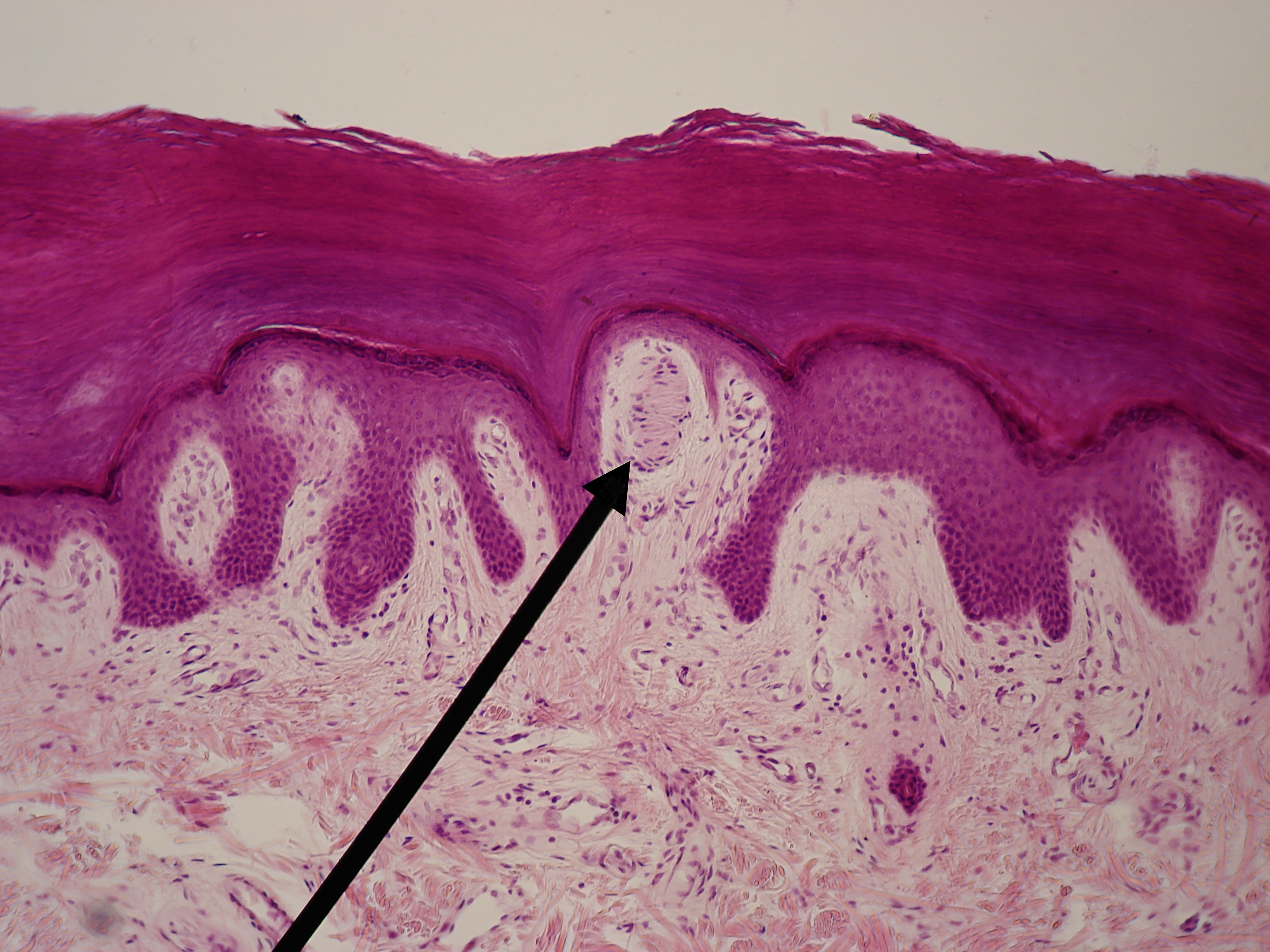
Micrografia d'un Corpuscle de Meissner a la punta d'una papil·la dermal a 100 augments.

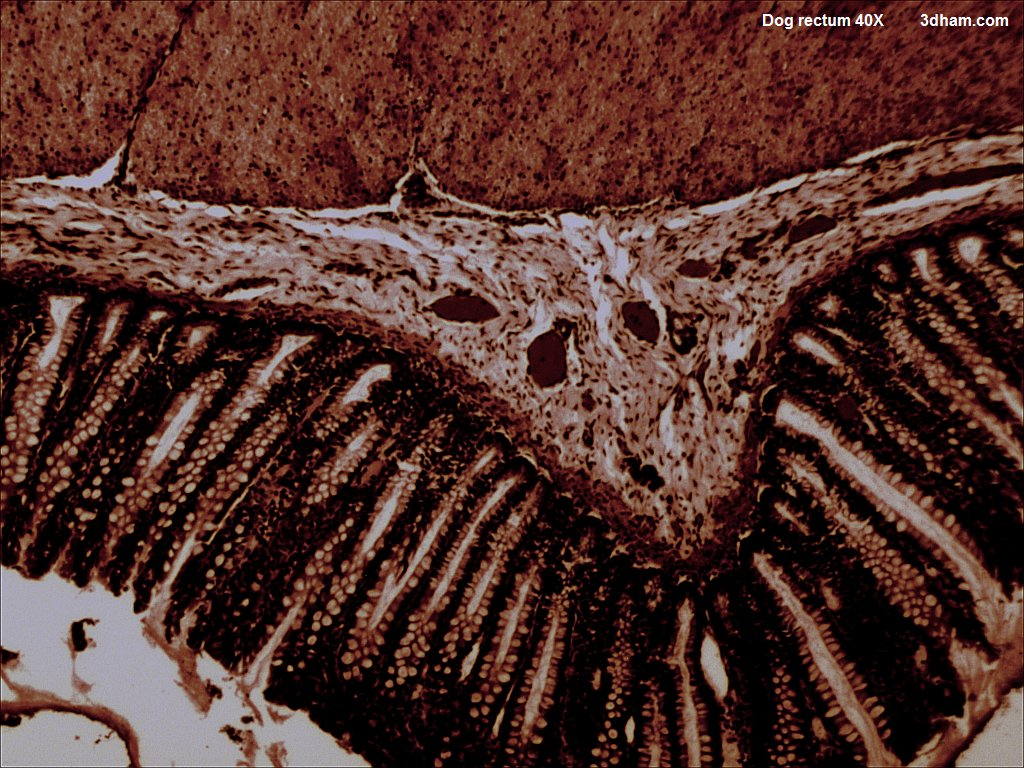
Micrografia d'una secció transversal d'un recte de caní.

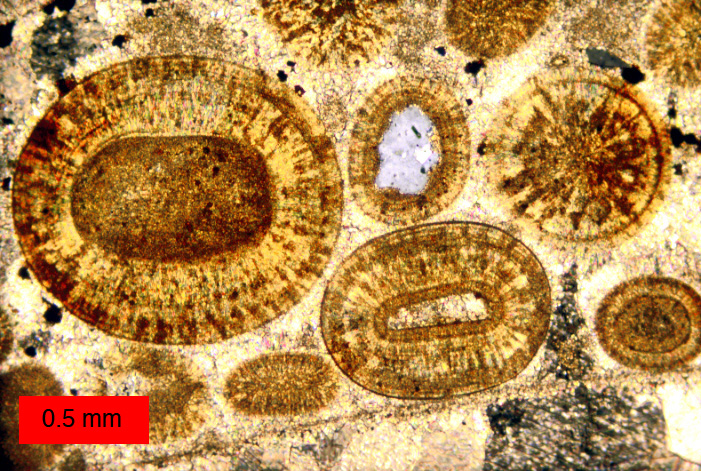
Una fotomicrografia d'una secció de pedra calcària amb ooides. El més gran fa aproximadament 1,2 mm de diàmetre.

La micrografia és la pràctica o l'art d'utilitzar microscopis o altres dispositius similars per realitzar fotografies.
Una micrografia o fotomicrografia és una fotografia o una imatge digital presa a través d'un microscopi o un aparell similar per a mostrar una imatge augmentada d'un objecte. Una micrografia permet visualitzar detalls de la microestructura de l'objecte fotografiat i, per tant, permet obtenir una gran quantitat d'informació respecte al comportament d'aquest material sota diferents condicions.
Les micrografies són àmpliament utilitzades en tots els àmbits de la microscòpia.

## Tipus

### Fotomicrografia
Una fotomicrografia o una micrografia lleugera està realitzada utilitzant un microscopi òptic mitjançant un procés anomenat fotomicroscòpia. Aquest procés, en un nivell bàsic, consisteix bé a connectar una càmera a un microscopi o bé a connectar un microscopi USB a un ordinador. Això permet a l'usuari realitzar fotografies augmentades tantes vegades com capacitat d'augment disposi el microscopi utilitzat.
L'ús científic de la fotomicrografia va començar el 1850 a Anglaterra de la mà del professor Richard Hill Norris, que va utilitzar-la pels seus estudis de cèl·lules sanguínies.
Roman Vishniac també va ser un pioner en el camp de la fotomicroscòpia, especialitzant-se en la fotografia de criatures vivents en moviment i contribuint al desenvolupament de la fotomicroscòpia en color.

### Fotomicrografia electrònica
La fotomicrografia electrònica es realitza utilitzant un microscopi electrònic.

## Augments i escala
Les imatges obtingudes mitjançant micrografia acostumen a presentar una escala gràfica, una ratio d'augment o ambdues coses. Això és degut al fet que la ràtio d'augment, donada per la relació entre la mida d'un objecte a la imatge i la seva mida real, pot ser un paràmetre enganyós, ja que dependrà de la mida final de la imatge impresa i es pot modificar en canviar la mida de la imatge.
Una escala gràfica és una línia de longitud coneguda que es mostra a la imatge. Quan la imatge canvia de mida la barra també ho fa, cosa que permet recalcular l'augment. Idealment totes les micrografies destinades a publicacions haurien de presentar una escala gràfica. Podem veure una escala gràfica a la tercera imatge d'aquesta pàgina, corresponent a la secció d'una pedra calcària amb ooides.

## Micrografia com a art
El microscopi s'ha utilitzat principalment com a eina per a la investigació científica, però també s'ha relacionat amb les arts des de la seva invenció al segle xvii. Trobem entre els primers usuaris del microscopi a grans il·lustradors com Robert Hooke i Antonie van Leeuwenhoek, que dibuixaven allò que visualitzaven a través dels seus microscopis.
Després de la invenció de la fotografia, als anys vint, el microscopi es va combinar per primera vegada amb una càmera. D'aquesta manera es van aconseguir representacions més fidedignes del que s'estava observant. Des de principis dels anys 70 s'han utilitzat microscopis com a instruments artístics. Destaquen llocs web i exhibicions d'art itinerant dedicades especialment a aquest supòsit, com la Nikon Small World (des de 1975 fins a l'actualitat) o l'Olympus Bioscapes(de 2004 a 2014), que han comptat amb una gamma d'imatges de micrografia amb l'únic propòsit del gaudi artístic.
En els últims anys podem trobar imatges de micrografia en peces d'art tàctil, a experiències immersives 3D o a espectacles de dansa, com proposen des de The Paper Project.

## Galeria

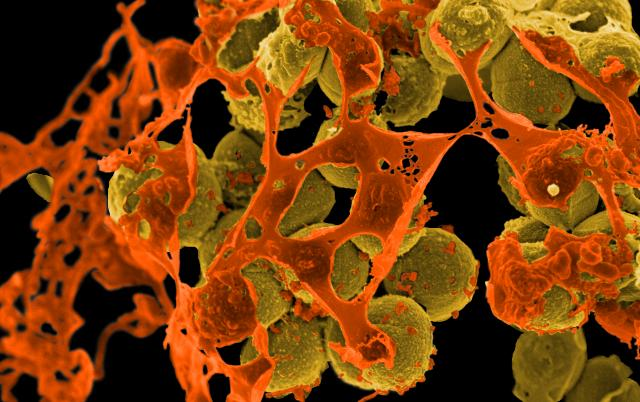
Micrografia electrònica de Bacteris Staphylococcus aureus (MRSA) resistents a la meticil·lina
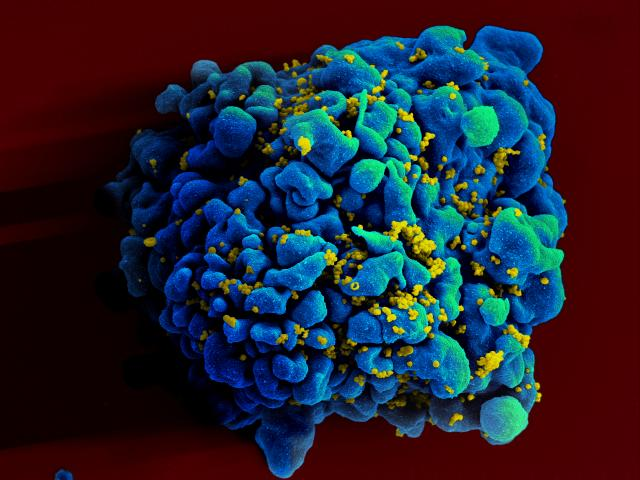
Micrografia electrònica d'una cèl·lula T infectada d'HIV
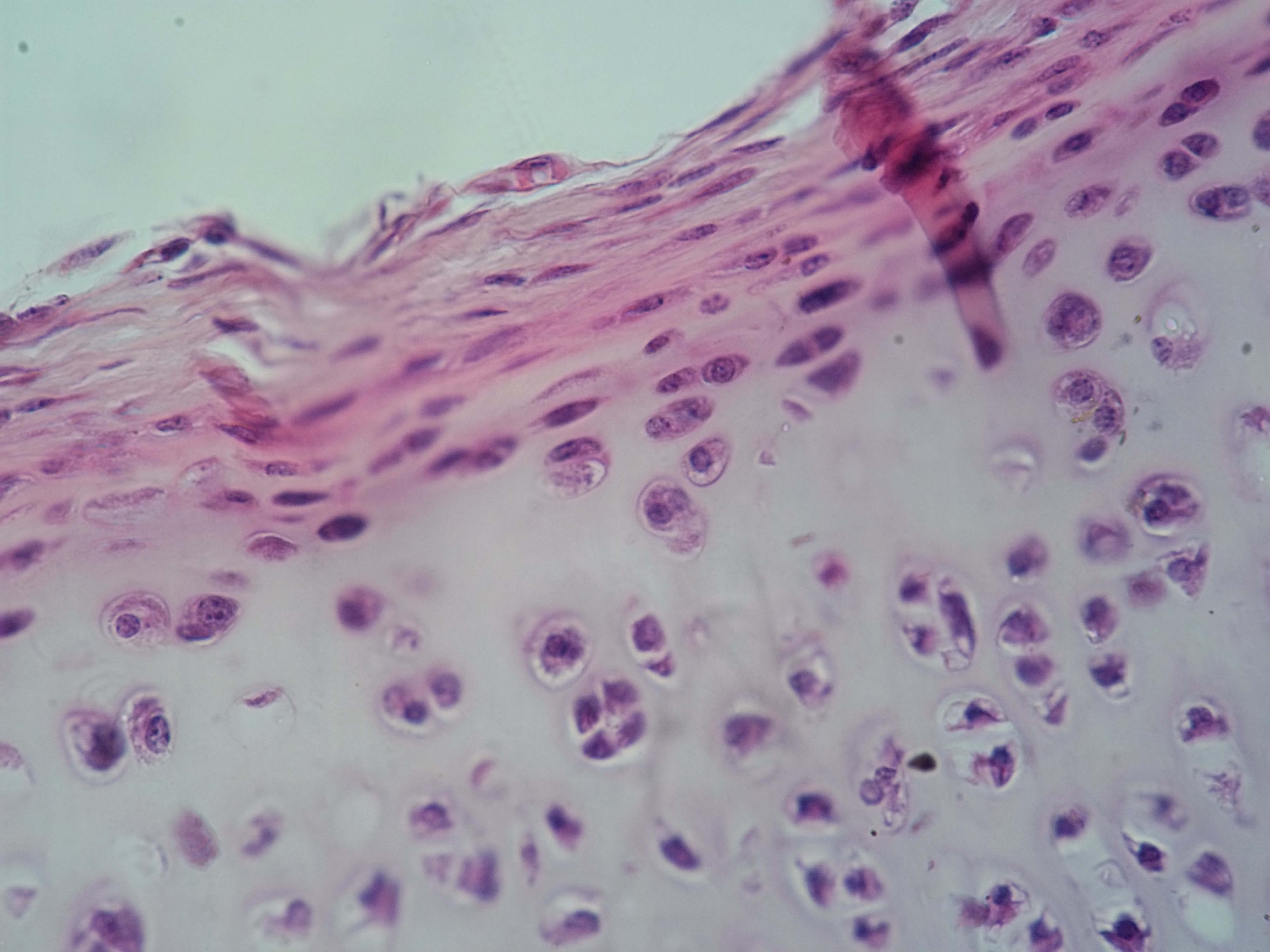
Micrografia d'un teixit cartilaginós realitzada amb un microscopi òptic